# تاتسويا كاموهارا
تاتسويا كاموهارا (باليابانية: 蒲原 達也) (8 يوليو 1983 في ساغا في اليابان – )؛ هو لاعب كرة قدم ياباني سابق كان يلعب كلاعب وسط.

## وصلات خارجية
- تاتسويا كاموهارا على موقع رابطة كرة القدم اليابانية للمحترفين (اليابانية)